# Internationale Cricket-Saison 1974/75
Die internationale Cricket-Saison 1974/75 fand zwischen November 1974 und März 1975 statt. Als Wintersaison wurden vorwiegend Heimspiele der Mannschaften aus Südasien, der Karibik und Ozeanien ausgetragen.

## Überblick

### Internationale Touren
| Beginn            | Heimteam   | Auswärtsteam | Resultate | Resultate | Artikel |
| Beginn            | Heimteam   | Auswärtsteam | Test      | ODI       | Artikel |
| ----------------- | ---------- | ------------ | --------- | --------- | ------- |
| 22. November 1974 | Indien     | West Indies  | 2–3 [5]   |           | Artikel |
| 29. November 1974 | Australien | England      | 4–1 [6]   | 0–1 [1]   | Artikel |
| 15. Februar 1975  | Pakistan   | West Indies  | 0–0 [2]   |           | Artikel |
| 20. Februar 1975  | Neuseeland | England      | 0–1 [2]   | 0–0 [2]   | Artikel |

### Internationale Touren (Frauen)
| Beginn        | Heimteam   | Auswärtsteam | Resultate | Artikel |
| Beginn        | Heimteam   | Auswärtsteam | WTest     | Artikel |
| ------------- | ---------- | ------------ | --------- | ------- |
| 20. März 1975 | Neuseeland | Australien   | 0–0 [1]   | Artikel |

## Nationale Meisterschaften
Aufgeführt sind die nationalen Meisterschaften der Full Member des ICC.
| Land                                | First-Class                 | List A                                          |
| ----------------------------------- | --------------------------- | ----------------------------------------------- |
| Australien                          | Sheffield Shield 1974/75    | Gillette Cup 1974/75                            |
| Indien                              | Ranji Trophy 1974/75        |                                                 |
| Duleep Trophy 1974/75               | Deodhar Trophy 1974/75      |                                                 |
| Irani Trophy 1974/75                |                             |                                                 |
| Neuseeland                          | Shell Trophy 1974/75        | New Zealand Motor Corporation Knock-Out 1974/75 |
| Pakistan                            | Quaid-e-Azam Trophy 1974/75 |                                                 |
| Pentangular Trophy 1974/75          |                             |                                                 |
| BCCP Patron’s Trophy 1974/75        |                             |                                                 |
| Südafrika                           | Currie Cup 1974/75          | Gillette Cup 1974/75                            |
| Dadabhay Trophy 1974/75             |                             |                                                 |
| SACBOC Representative Match 1974/75 |                             |                                                 |
| West Indies                         | Shell Shield 1974/75        |                                                 |